# Торміс Вельйо
Вельйо Торміс (Вельо Торміс, ест. Veljo Tormis; 7 серпня 1930, Куусалу — 21 січня 2017, Таллінн) — естонський композитор-архаїк. Народний артист СРСР (1987). Один із лідерів естонської композиторської школи ХХ столітті. Також відомий як збирач народної творчості фінно-угорських народів.

## Біографія
Вельйо Торміс народився в Куусалу, поблизу Таллінна, Естонія. Його батько працював органістом у сільській церкві у містечку Віґала, на заході Естонії. Батьківська опіка дала змогу Вельйо рано почати грати на органі, також він самостійно підбирав хорали.
Музичну освіту отримав у Талліннській консерваторії (1942-1951), де вчився грі на органі у Е. Арро, А. Томпана та С. Крулль, і композиції — у В. Канна. За розподілом, у 1951—1956 роках вчився у Московській консерваторії за класом композиція у Віссаріона Шебаліна.
У XXI столітті займає активну громадську позицію. Зокрема, він поставив підпис під колективним листом естонської інтелігенції на знак протесту проти антиестонської пропаганди з боку Росії. Він також просить «вважати обвинувачення Росії щодо порушень прав людини, які нібито мають місце в Естонії, систематичною дезорієнтацією світової громадської думки і категорично засудити такі методи».

## Творчість
Створив понад 500 хорових творів — більшість на базі народних рунічних пісень (regilaulud) і маловідомих середньовічних кантів. Використовує мелодику та музичні традиції балто-фінських шаманів (зокрема, бубни).

## Твови
- Kihnu pulmalaulud (Весільні пісні острова Кіхну), 1959
- Sügismaastikud (Осінні краєвиди), 1964
- Luigelend (опера), 1965
- Eesti kalendrilaulud (Естонські календарні пісні), 1966-67
- Maarjamaa ballaad (Балада острова Марії), 1967
- Raua needmine (Прокляття заліза), 1972
- Kust tunnen kodu, 1973
- Haned kadunud, 1974
- Pikse litaania (Літанія грому), 1974
- Unustatud rahvad (Забуті люди), 1970-89
- Eesti ballaadid (Естонські балади), 1980
- Laulusild (Міст пісень), 1981
- Kaitse, Jumal, sõja eest!/Varjele, Jumala, soasta (Боже, захисти нас від війни), 1984
- Piiskop ja pagan (Єпископ та язичник), 1992